# Santiago Comesaña
Santiago "Santi" Comesaña Veiga (ur. 5 października 1997 w Vigo) – hiszpański piłkarz, występujący na pozycji pomocnika w hiszpańskim klubie Villarreal CF.